# うたキャス
うたキャスはかつてNeDic制作の携帯電話向けに配信されていたコンテンツ。

## 概要
2006年にau向けの携帯電話でauの音声サービス「EZトークコレクション」内で配信が開始。
その後はauのEZチャンネル対応機種やドコモのFOMA一部機種にて視聴可能であった。会員登録が必要だが、情報量は無料であった。ただしパケット通信料は発生するため、パケ・ホーダイなどの無制限通信サービスへの加入していない場合、かなり高額の通信料が必要とされた。
EZチャンネル用番組では「ダウンロードまたは自動配信から3日」の再生期限を設けて配信されており、バックナンバーの閲覧も通常は更新から1～2ヶ月限定となっている。しかし、番組によっては期限や範囲を定めてバックナンバーを公開することがあり、詳細は各番組のページやオフィシャルメールマガジンを通じて周知される。
FOMAでの聴取には専用プレイヤーのダウンロードが必要だった。
2009年にサービス終了。

## 配信されていた主な番組
- 平原綾香のハラホロヒラハラ（平原綾香）
- 土屋礼央の礼央公論 （土屋礼央）
- レゲエ・アイランド（MUNEHIRO）
- 銀杏BOYZ峯田和伸ランドおとこ道（銀杏BOYZ）
- あっぱれ!!レゲエ塾（BIGGA RAIJI）
- スキマチャンネル（スキマスイッチ）
- The Time Line（土屋浩）
- 川嶋あいのナイショでサンキュ－（川嶋あい）
- Music.jpチャンネル（Music.jp）
- カリスマEnglish（GABAマンツーマン英会話）
- 南青山なでしこチャンネル （南青山撫子）
- Leyona Jammin' Style（Leyona）
- Rockin' ハイスクール（スマイリー原島）
- クレイジーケン　ブレーキ故障中！（横山剣）
- スガ☆ステーション（スガシカオ）
- Puckishチャンネル（武田真理子）
- スガシカオ芸能ギリギリ刑事（スガシカオ）
- 居酒屋まさよし（山崎まさよし）
- 冠二郎のほろよい珍道中（冠二郎）
- 梅星大百科辞典（梅星）
- ヤイコチャンネル（矢井田瞳）
- ちょい!JAZZ（コモグチケンイチ）
- うたキャス学園（パーソナリティーは週替り）
- ランキング嬢（樋口智子・小森純）
- Hyper Disc Mix